# Пополі
Пополі (італ. Popoli) — муніципалітет в Італії, у регіоні Абруццо,  провінція Пескара.
Пополі розташоване на відстані близько 120 км на схід від Рима, 45 км на південний схід від Л'Аквіли, 50 км на південний захід від Пескари.

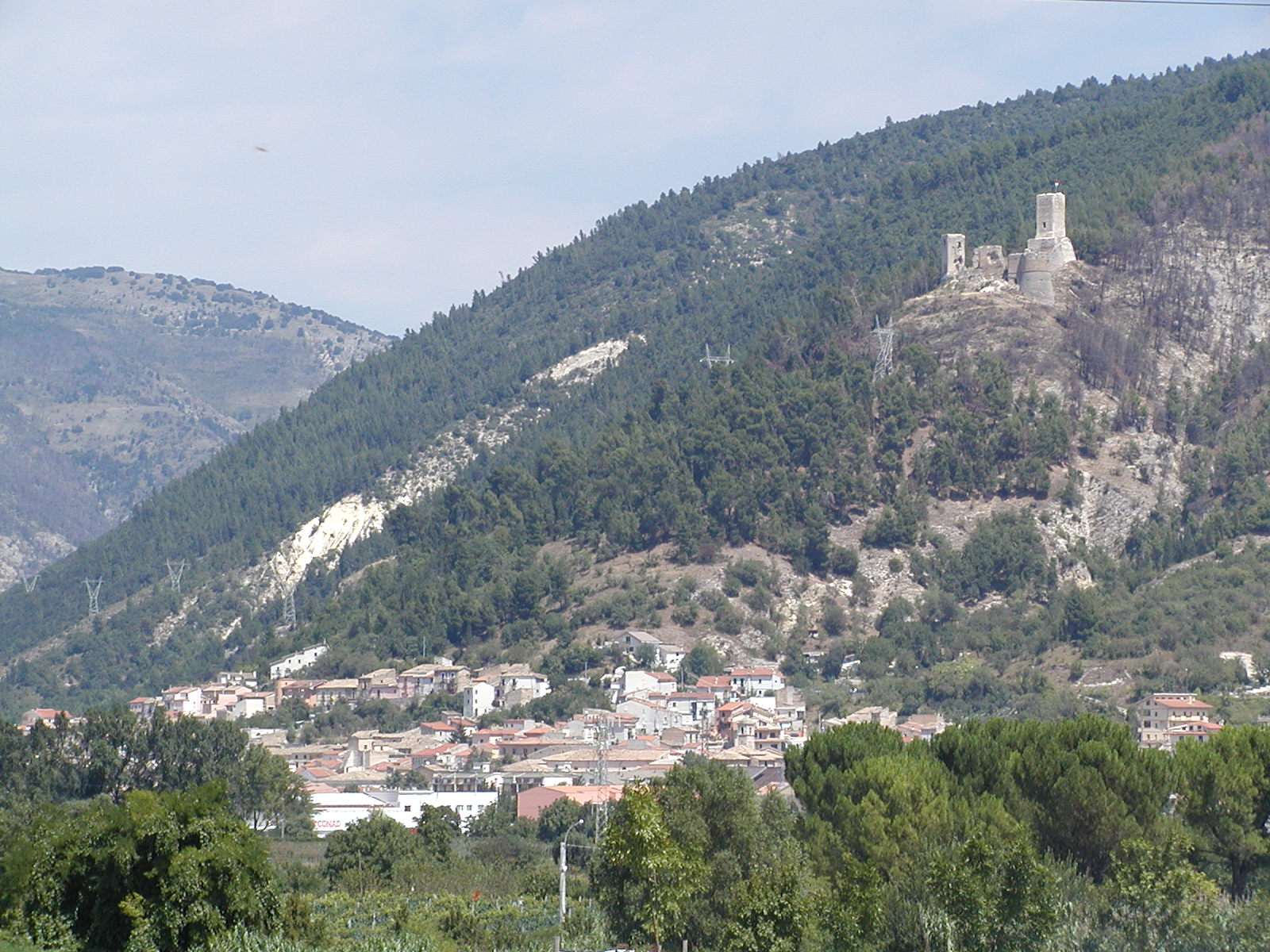

Населення — 5219 осіб (2014).
Покровитель — San Bonifacio.

## Демографія
Населення за роками:

Станом на 1 січня 2023 року в муніципалітеті офіційно проживав 221 іноземець з 36 країн, серед них 83 громадяни країн Євросоюзу та 27 громадян України.

## Сусідні муніципалітети
- Буссі-суль-Тірино
- Коллеп'єтро
- Корфініо
- Сан-Бенедетто-ін-Перилліс
- Токко-да-Казаурія
- Вітторито